# Kanaal door Voorne
Het Kanaal door Voorne (ook: Voornse kanaal) is een kanaal in de Nederlandse provincie Zuid-Holland op Voorne. Het werd gegraven tussen het Haringvliet bij Hellevoetsluis en de Brielse Maas bij Nieuwesluis. Deze buurtschap in de toenmalige gemeente Heenvliet is in de jaren 1960 opgeslokt door Europoort.
Het kanaal, dat in 1830 gereedkwam, is negen kilometer lang, 35 meter breed en 5,3 tot 5,7 meter diep. De plannen kwamen uit de koker van de in Rotterdam werkende marineofficier Job Seaburne May, en Koning Willem I gaf de opdracht. Het kanaal was nodig omdat de Maasmonding zozeer verzand was, dat zeeschepen vanuit de Noordzee niet meer rechtstreeks naar Rotterdam konden varen; voor de binnenvaart is het nooit van belang geweest.
Diep stekende schepen moesten een grote omweg maken via Haringvliet, Hollandsch Diep, Dordtsche Kil, Oude en Nieuwe Maas. De stoomvaart stond nog in de kinderschoenen en vanwege de zigzagroute moesten zeilschepen soms dagen of weken wachten op gunstige wind of een goede getijstroom. Bovendien was het Dordtsche Kil met een diepte van slechts vijf meter nauwelijks geschikt voor de grootste schepen; soms was het nodig om de lading te verdelen over kleinere schepen, zgn. lichters. Hoewel het schutten aan beide einden tijd kostte, versnelde het kanaal de vaart tussen Rotterdam en de zee aanzienlijk: de afstand was nog maar een derde en de vaartijd was een halve dag. 
Voor passagiersschepen werd Hellevoetsluis de voorhaven van Rotterdam: de passagiers werden aan- en afgevoerd met een trekschuit door het kanaal. Met de aanleg van het Voornse kanaal kreeg de marinehaven Hellevoetsluis bovendien een snelle verbinding met de marinewerf (Rijkswerf) in Rotterdam. Het ontwerp en de uitvoering vond plaats onder leiding van de waterstaatsingenieur Jan Willem de Thomèze.
Op 29 oktober 1830 was het kanaal bevaarbaar en op 8 november werd het geopend; vrij sober, vanwege de Belgische Revolutie. Over het kanaal lagen vlotbruggen, wat nog blijkt uit de toponiemen Vlotbrug en 2e Vlotbrug; de bruggen zelf zijn vervangen door vaste bruggen toen het kanaal geen belang meer had.
Omdat de zeeschepen al snel te groot werden voor het kanaal, werd al in 1872 de Nieuwe Waterweg aangelegd en verloor het kanaal zijn functie. Toen het Hartelkanaal begin jaren 1960 aangelegd was, werd in 1966 besloten het Kanaal door Voorne in het noorden af te dammen. Ook aan de zuidkant zou de schutsluis vervangen worden door een dam, maar In 1973 werden de plannen op verzoek van Hellevoetsluis aangepast, zodat er in de stad nog recreatievaart mogelijk is; het vaarwater loopt tot aan de Struytse brug, waar het winkelcentrum Struytse Hoek boven het kanaal gebouwd is.
In het overig deel van het kanaal zijn de bruggen vast en laag, zodat er alleen lage bootjes kunnen komen. Aan beide einden zijn er jachthavens, maar het kanaal zelf wordt nog amper bevaren. Het is tegenwoordig een geliefd viswater.  Langs beide zijden lopen kanaaldijken. Net buiten Hellevoetsluis begint de de N464, die over westelijke dijk loopt tot hij bij Heenvliet aantakt op de N218.

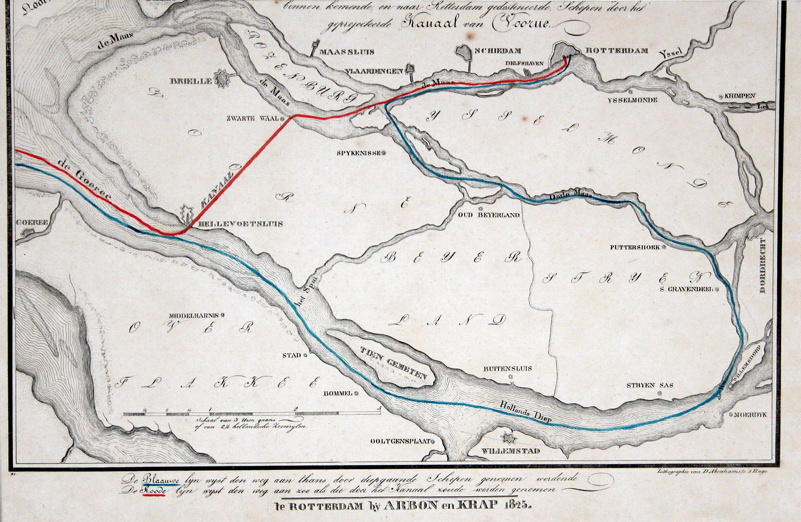
Schets uit 1825 die in blauw de omweg toont die zeeschepen toen moesten maken. De route via het voorgestelde kanaal (rood) loopt via Zwartewaal. Het werkelijke kanaal loopt minder haaks door Voorne heen en komt een kilometer oostelijker uit.